# Dwight F. Davis
Dwight Filley Davis starejši, ameriški tenisač in politik, St. Louis, Missouri, ZDA, * 5. julij 1879, † 28. november 1945, Washington, ZDA.
Dwight F. Davis se je v letih 1898 in 1899 uvrstil v finale Nacionalnega prvenstva ZDA med posamezniki, med moškimi dvojicami ga je osvojil v letih 1899, 1900 in 1901. Leta 1901 se je med moškimi dvojicami uvrstil še v finale Prvenstva Anglije. V letih 1900 in 1902 je bil član ameriške reprezentance ob zmagi nad britansko v tekmovanju International Lawn Tennis Challenge, ki ga je bil sam ustanovil in so ga kasneje preimenovali v Davisov pokal po njem. Nastopil je na Poletnih olimpijskih igrah 1904, kjer se je uvrstil v drugi krog med posamezniki in četrtfinale med moškimi dvojicami. Leta 1956 je bil sprejet v Mednarodni teniški hram slavnih.
Med letoma 1923 in 1925 je bil pomočnik sekretarja za vojno ZDA, med letoma 1925 in 1929 pa je bil sam sekretar. Med letoma 1929 in 1932 je bil generalni guverner Filipinov.